# Kairowinde
De kairowinde (Ipomoea cairica) is een plant uit de windefamilie (Convolvulaceae). Het is een kruidachtige,  klimmende of kruipende plant met tot 5 m lange, windende loten. De afwisselend geplaatste bladeren zijn diep ingesneden, handvormig met vijf tot zeven lobben. De lobben zijn eirond tot langwerpig, 3-6 cm lang en 1-2 cm breed.
De bloemen groeien solitair of in kleine groepen in de bladoksels. De bloemen zijn trechtervormig, violet, donkerder violet in het centrum en soms met een witte rand. Er bestaan ook vormen, die geheel witte bloemen hebben. De kelkbladen zijn 4-6 mm lang en de bloemkroon is 4,5-6 cm lang. De vruchten zijn ronde, 1-1,5 cm grote, tweehokkige doosvruchten die vierkleppig opensplijten, waarbij vier grote zaden tevoorschijn komen.
De kairowinde komt overal voor in de tropen langs wegen en op braakliggende terreinen. De herkomst is onbekend.
... · 
I. alba (Maanbloem) · 
I. aquatica (Waterspinazie) · 
I. batatas (Zoete aardappel) · 
I. cairica (Kairowinde) · 
I. indica · 
I. lobata (Spaanse vlag) · 
I. pes-caprae (Geitenhoefwinde) · 
I. quamoclit (Kardinaalswinde) · 
...